# Foliculogénese
Em biologia, foliculogénese é a maturação do folículo ovariano, uma agregação de células somáticas que envolvem um ovócito imaturo. A foliculogénese designa a evolução de uma pequena quantidade de folículos primordiais em folículos terceários, que farão parte do ciclo menstrual.
Ao contrário da espermatogénese masculina, que dura indefinidamente, a folículogénese termina quando os restantes folículos nos ovários são incapazes de dar resposta às cadeias hormonais regulares que resgatam alguns folículos para amadurecimento. Este evento marca o o início da menopausa.
A folículogénese é comum a vários mamíferos, embora este artigo diga respeito apenas à folículogénese humana.

## Sumário
O papel principal do folículo é a sustentação do ovócito. Desde o nascimento que os ovários armazenam uma série de folículos primordiais imaturos. Cada um destes folículos contém um ovócito primário igualmente imaturo. Depois da puberdade, a partir da primeira menstruação, uma série de folículos iniciam o processo de foliculogénese, entrando num ciclo de crescimento que cessa com a sua morte ou com a ovulação, processo em que o ovócito abandona o folículo.
No desenvolvimento folicular que ocorre após a puberdade, e ao longo de um período de cerca de um ano, os folículos primordiais que se começam a desenvolver passam por uma série de alterações histológicas e a nível hormonal. A cerca de dois terços do tempo deste processo, os folículos evoluem já para folículos terceários ou antrais. Durante este estágio, tornam-se dependentes das hormonas emanadas pelo hospedeiro, o que leva a uma aumento substancial do seu crescimento.
A pouco mais de dez dias do fim do período de desenvolvimento folcicular, a maior parte do grupo original de folículos morre. Os restantes entram no ciclo menstrual, competindo entre si até que apenas reste um. Este último folículo rompe-se então, libertando o ovócito e terminando a folicogénese.